# Степанян, Степан Бабаевич
Степан Бабаевич Степанян (1911—1999) — советский гвардии старший сержант, полный кавалер ордена Славы, командир орудия тяжёлого танка 26-го гвардейского отдельного тяжёлого танкового полка (21-я армия, 1-й Украинский фронт). Кроме ордена Славы трёх степеней был награждён орденами Отечественной войны 1-й степени, Красной Звезды, медалями.

## Биография
Родился 19 апреля 1911 года в селе Бадамлы Нахичеванского уезда Эриванской губернии в семье служащего. Армянин.
Окончил 5 курсов Ереванского государственного университета. Работал директором средней школы в селе Грги Шамшадинского района Армении.
С 1940 года служил в танковых войсках во Львове, участник Великой Отечественной войны с июня 1941 года. Участвовал в боях под Тирасполем, затем под Москвой на танке Т-34, под Воронежем, где летом 1942 года был тяжело ранен. После возвращения на фронт в качестве командира орудия в тяжёлом танке участвовал в Курской битве. В боях за деревню Старые Бобовичи был ранен, однако не вышел из боя и сумел подбить два немецких танка.
Летом 1944 года был переведён на Карельский фронт, участвовал в освобождении Выборга. 16-18 июня на подступах к городу Степанян с экипажем точным огнём уничтожил три дзота, две пушки, три пулемета и до 20 солдат и офицеров противника. Приказом по войскам 21-й армии от 2 июля 1944 года был награждён орденом Славы 3-й степени.
После выхода из войны Финляндии вместе с полком был переброшен в Прибалтику в состав 8-й армии. 17 сентября 1944 года в бою у населённого пункта Килги (Эстония) поразил 3 пушки, 1 пулемет и свыше 10 солдат противника. Его танк в числе первых ворвался в город Таллин. Приказом по войскам 21-й армии от 7 октября 1944 года был награждён орденом Славы 2-й степени.
После Прибалтики Степанян участвовал в боях за освобождение Польши. Отличился в боях в районе Пословице-Настоле (южнее города Кельце), где уничтожил три «тигра», три бронетранспортёра, до 25 фашистов. При отражении контратаки в районе Целины уничтожил пушку, три пулемета, пятнадцать гитлеровцев. Указом Президиума Верховного Совета СССР от 10 апреля 1945 года за образцовое выполнение заданий командования в боях с немецко-фашистскими захватчиками старший сержант Степанян Степан Бабаевич был награждён орденом Славы 1-й степени, став полным кавалером ордена Славы. Степанян также участвовал в освобождении Чехословакии, войну окончил в городе Праге, а в октябре 1945 года был демобилизован.
После войны жил в городе Ереван, работал литейщиком на Армэлектрозаводе.
Умер 7 июня 1999 года. Похоронен на Тохмахском кладбище в Ереване.